# دلوس بارنوم
دلوس بارنوم (۱۸۷۳-۱۸۲۵) یک عکاس آمریکایی بود که در اواسط قرن نوزدهم در نیویورک و بوستون، ماساچوست زندگی می‌کرد. دلوس در حدود سال ۱۸۵۷ یک استودیوی داگرئوتایپ در خیابان وینتر در بوستون را اداره می‌کرد. وی در سال ۱۸۵۸ به خیابان کمرشال نقل مکان کرد. در ۱۸۵۶-۱۸۶۰ در راکسبری زندگی کرد. وی در سال ۱۸۶۰ در نمایشگاه مکانیک انجمن خیریه ماساچوست شرکت کرد. او در سال ۱۸۶۵ به نیویورک بازگشت و در کورتلند یک کشاورز و عکاس بود. دلوس بارنوم در ۷ اکتبر ۱۸۷۳ در کورتلند، نیویورک درگذشت.
در طول زندگی حرفه‌ای خود با نام‌های مختلفی از او نام برده شده است: دبلوا بارنوم، دلوس بارنوم

## نگارخانه

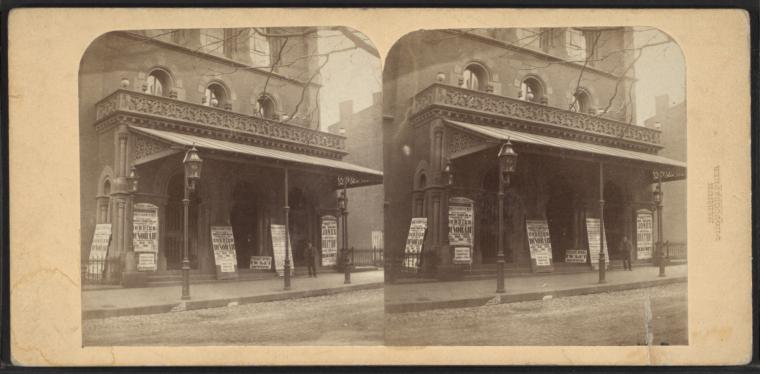
آکادمی موسیقی بروکلین
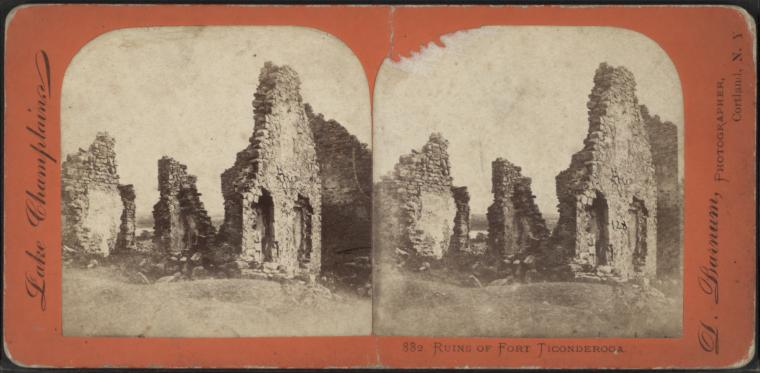
خرابه‌های فورت تیکنسرگا، نیویورک
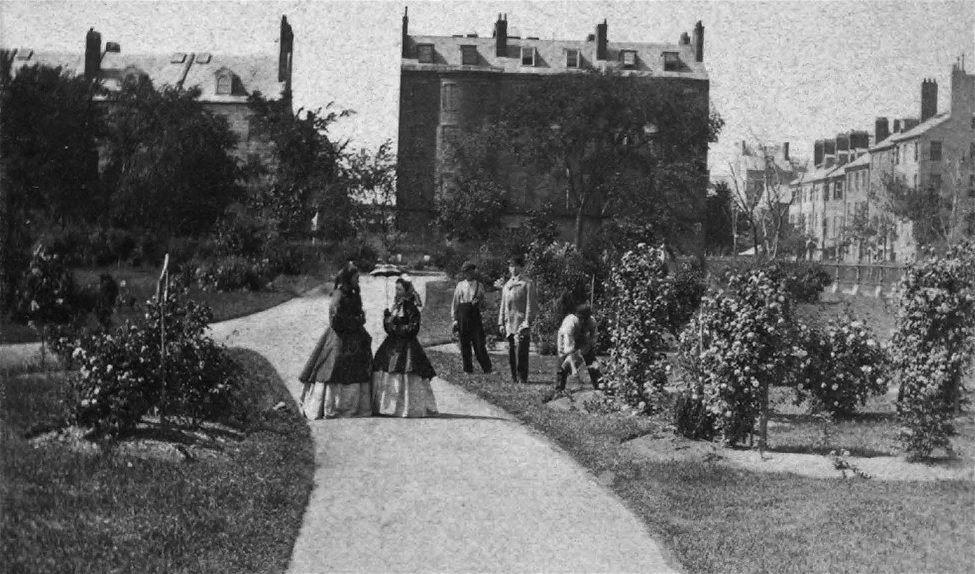
پارک عمومی بوستون
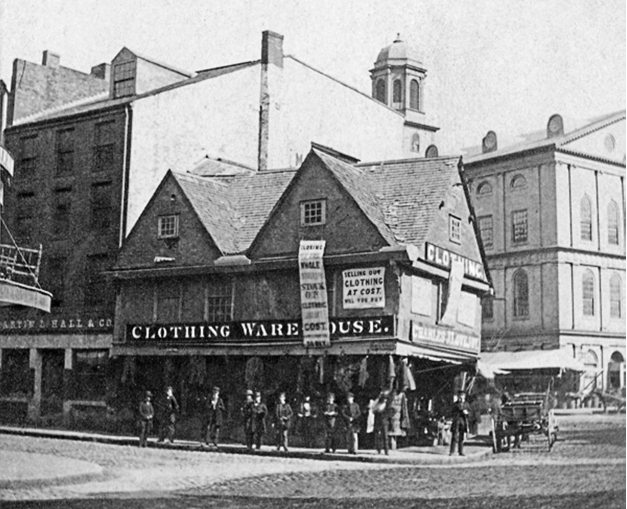
فروشگاه اولد فزر، بوستون ۱۸۶۰
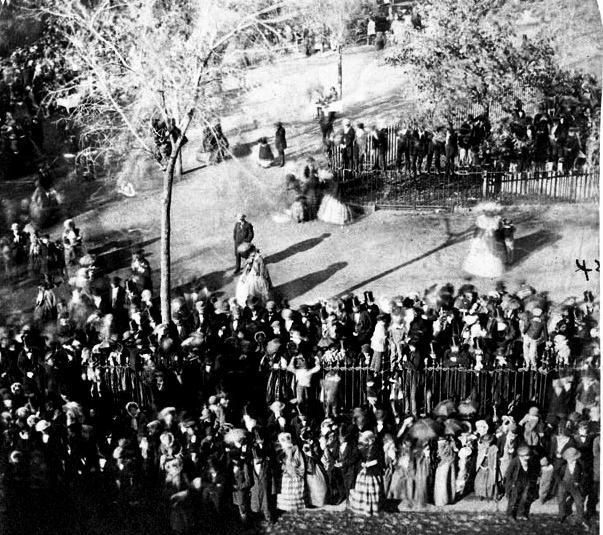
جمعیت منتظر شاهزاده ولز در نزدیکی بوستون ، ۱۸ اکتبر ۱۸۶۰
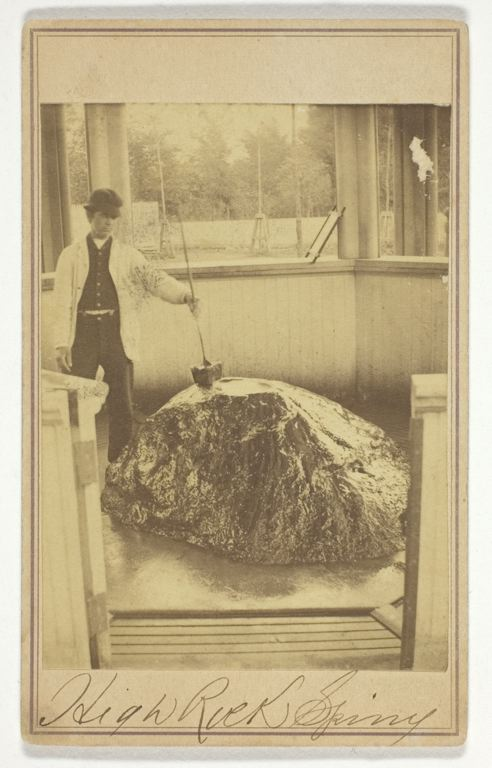
های راک اسپرینگ، ساراتوگا اسپرینگز، نیویوک
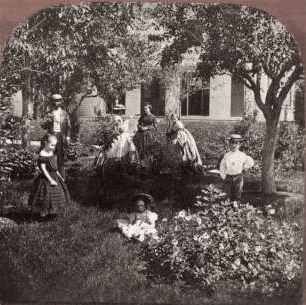
باغ گل در تیر جنوبی
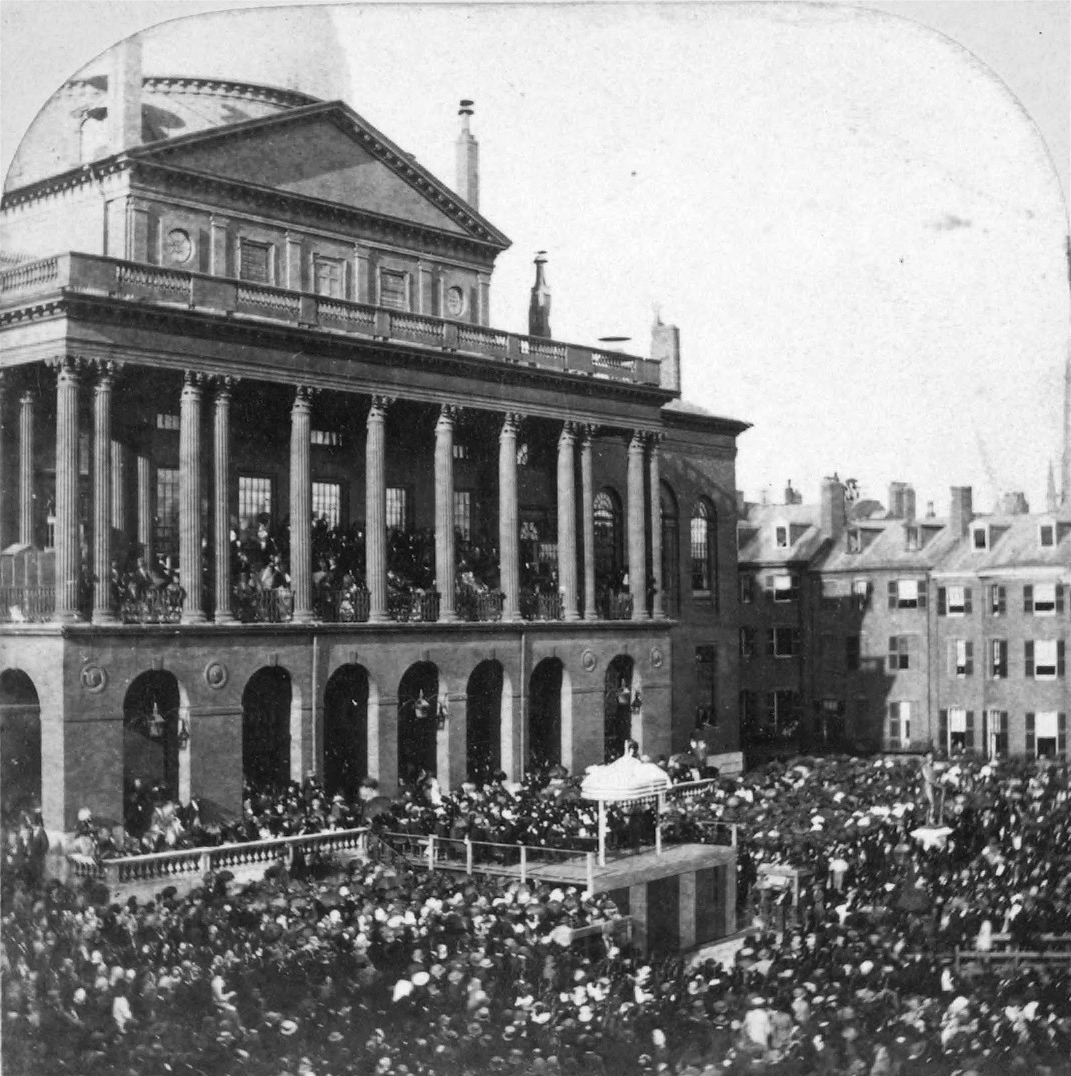
افتتاح مجسمه دنیل وبستر، خانه ایالت ماساچوست، بوستون ، ۱۷ سپتامبر ۱۸۵۹.
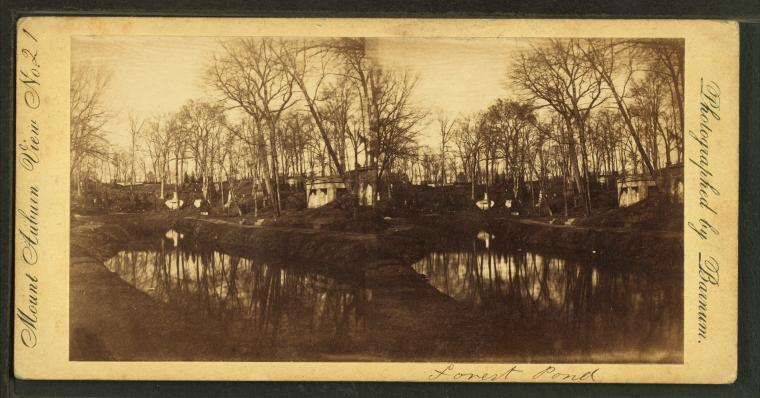
آرامستان ماونت اوبرن، ماساچوست
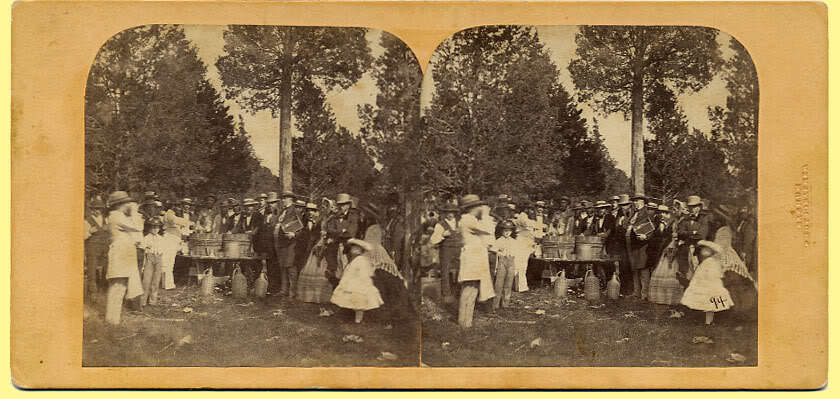
پیک‌نیک